# Bivacco di Fréboudze
Das Bivacco di Fréboudze (französisch Bivouac de Frébouge) war eine Biwakschachtel der Sektion Club Alpino Accademico Italiano des Club Alpino Italiano im Val Ferret auf 2360 m s.l.m. Höhe auf dem Gemeindegebiet von Courmayeur.

## Geschichte
Das Biwak wurde von 1923 bis 1925 errichtet. Seit der Errichtung des etwas höher in 2385 m Höhe gelegenen Biwaks Bivacco Giusto Gervasutti al Fréboudze verlor die Biwakschachtel ihre Funktion für den Alpinismus. Das Biwak wurde daher abgebaut und befindet sich heute im Museum Museo alpino Duca degli Abruzzi in Courmayeur.

## Beschreibung
Das Biwak lag auf der Südseite des Mont Gruetta nahe der orographisch linken Seite des Fréboudzegletschers. Die Holzkonstruktion war mit Blech verkleidet.

## Zugang
Der Zugang erfolgte in etwa drei Stunden von Lavachey im Val Ferret.

## Aufstiege
Aufstiege sind beschrieben beim Bivacco Giusto Gervasutti al Fréboudze, welches das Bivacco di Fréboudze ersetzt.